# Station de recherche

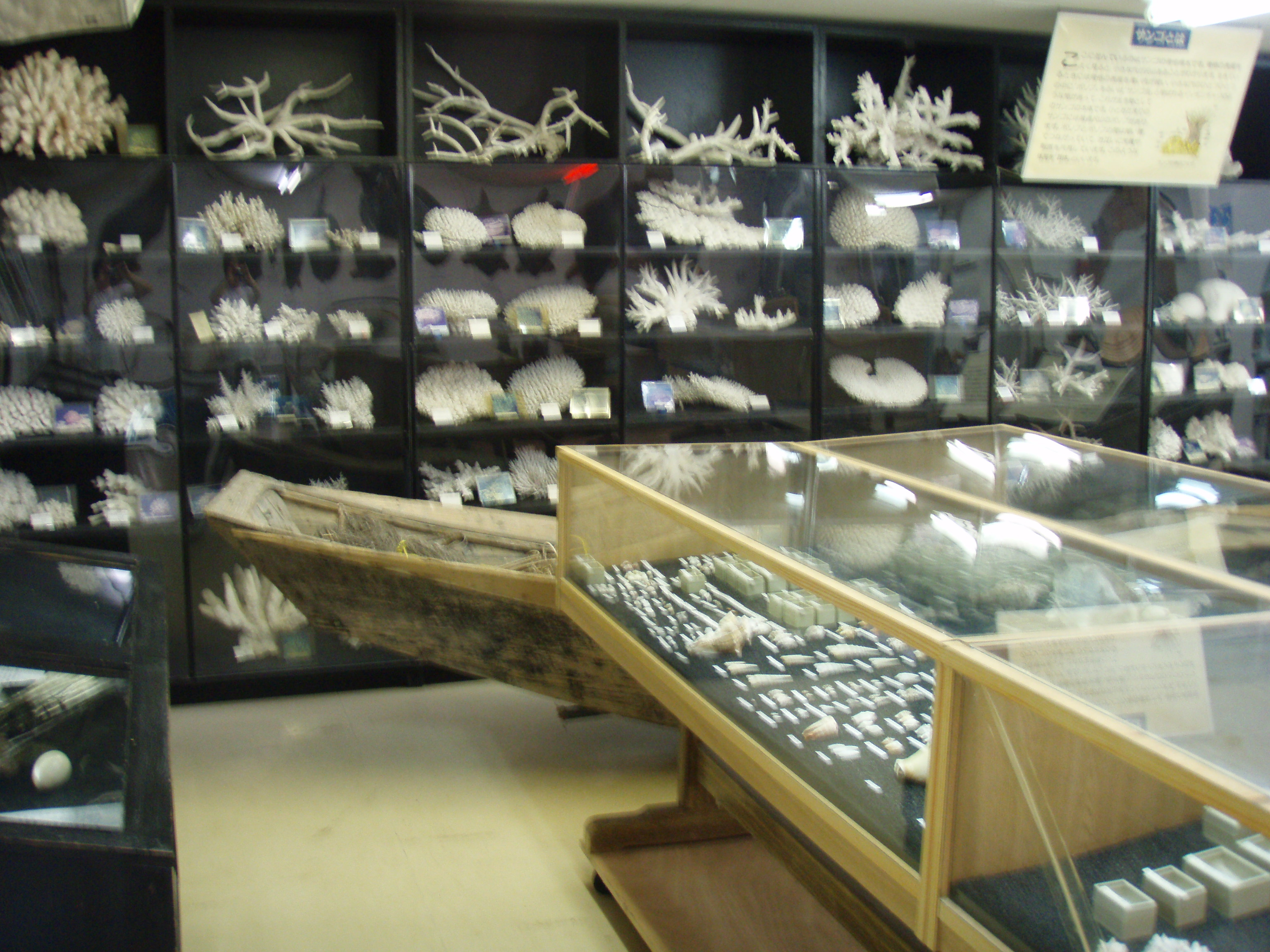
Station de recherche à Kuroshima.

Une station de recherche est une installation ou une structure construite dans le but de mener des recherches scientifiques. Les sites d'installation incluent l'espace (comme pour la station spatiale internationale) et les océans. De nombreux pays ont des stations de recherche en Antarctique : Showa (en), Halley et Troll sont des exemples.

## Source
- (en) Cet article est partiellement ou en totalité issu de l’article de Wikipédia en anglais intitulé « Research station » (voir la liste des auteurs).